# Stinkwood
Stinkwood, med det latinske navn Ocotea bullata (også kaldet Sort Stinkwood) er et stort blomstrende træ med en højde på op til 30 m. Træet er i laurbær-familien (Lauraceae) og er stedsegrønt. 
Træet hører hjemme i den sydlige og østlige del af Sydafrika, især i de kystnære egne som fx Garden Route i Western Cape-provinsen og i KwaZulu-Natal og så langt nord på som til det østlige Limpopo. Træet har sit navn fra den karakteristiske lugt, som det afgiver som nyfældet.
Stinkwood er særdeles eftertragtet til bygnings- og møbelfremstilling, og har – i lighed med Yellowwood – været så efterspurgt som gavntræ, at det har været tæt på at blive udryddet og derfor nu er en beskyttet art. Stinkwood har endvidere igennem tiderne været strippet for dets bark, som er blevet anvendt til naturmedicin.
Træets løv er mørkegrønt og skinnende. Oversiden af bladene har små 'bobler', som har givet træet det latinske 'bullae' i navnet.

## Links
- PlantzAfrica's site om stinkwood Arkiveret 4. maj 2012 hos  Wayback Machine